# Małogoszcz
Małogoszczⓘ é um município no sudeste da Polônia. Pertence à voivodia da Santa Cruz, no condado de Jędrzejów. É a sede da comuna urbano-rural de Małogoszcz.
Estende-se por uma área de 9,7 km², com 3 330 habitantes, segundo o censo de 31 de dezembro de 2024, com uma densidade populacional de 344 hab./km².
Inicialmente um castro na província de Łęczyca antes da divisão do distrito e no ducado de Łęczyca até a primeira metade do século XIII. Uma cidade real no condado de Chęciny da voivodia de Sandomierz na segunda metade do século XVI. De 1975 a 1998, a cidade pertenceu administrativamente à voivodia de Kielce. O nome da cidade vem do nome masculino Małogost, do polonês antigo.
Małogoszcz está localizada na histórica Pequena Polônia, situada na Terra de Radom, que era a parte noroeste da Terra de Sandomierz.
A cidade é o lar da escola primária 24 lutego 1863 e da escola secundária Bohaterów Powstania Styczniowego. Elas funcionam em um único prédio na rua Listopada, 11. Perto da cidade, há uma fábrica de cimento, atualmente de propriedade da empresa Lafarge. A vida cultural da cidade é organizada pelo Centro Cultural Municipal. A arquitetura urbana é notável pelo conjunto habitacional construído na década de 1970 durante a construção da fábrica de cimento de Małogoszcz. O centro arquitetônico da cidade é a histórica praça do mercado. A cidade tem uma extensa rede de Internet que fornece aos residentes acesso ilimitado à Internet. Ela foi inaugurada em 2003.
É a sede do clube de futebol “Wierna Małogoszcz”, que jogou na terceira divisão entre 2004 e 2011.
A  trilha turística azul de Jedlnica a Żarczyce Duże passa pela cidade, e a  trilha preta para a reserva natural de Milechowy começa na praça Kościuszko.

## História

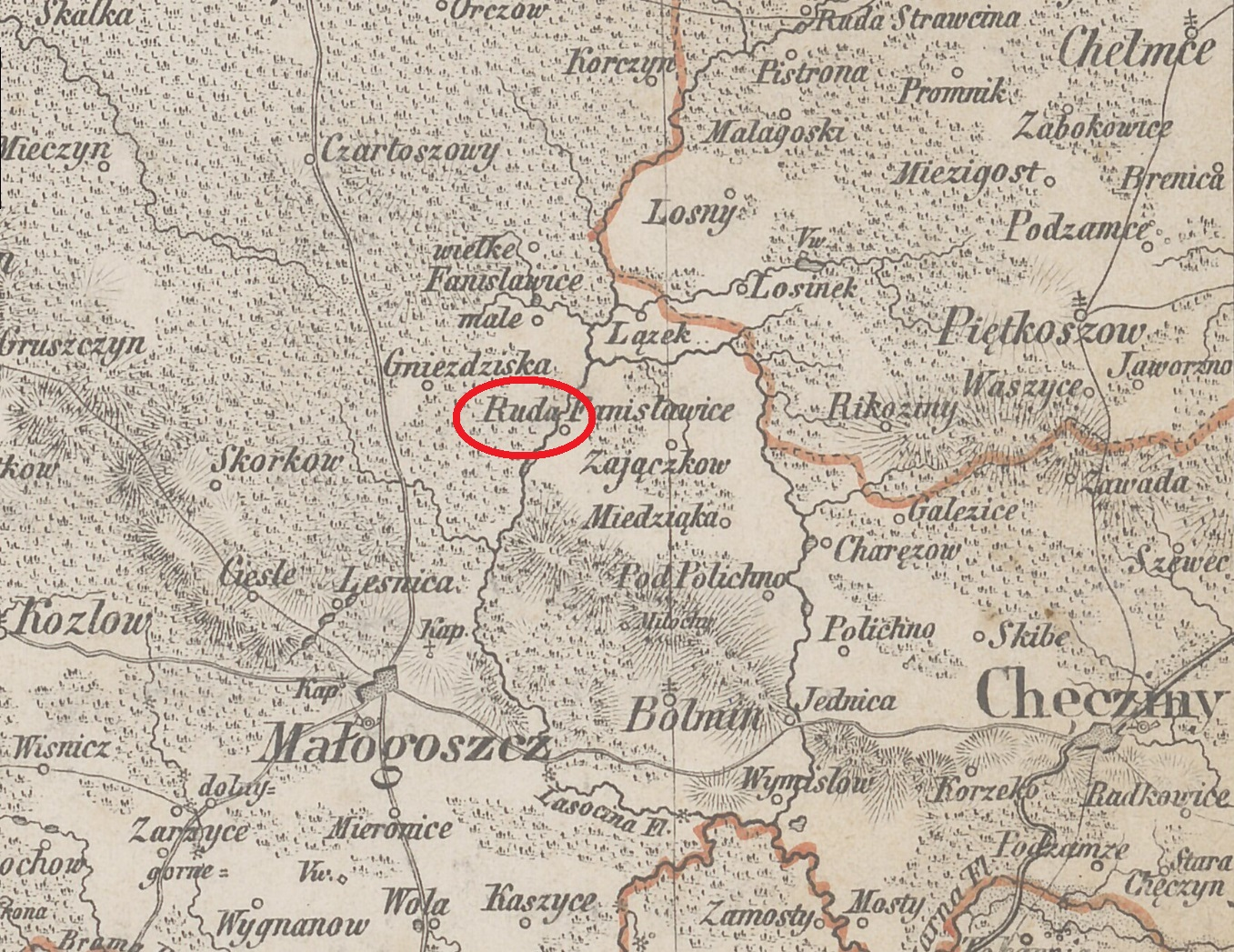
Małogoszcz em um mapa de meados do século XIX, marcado como Ruda Zajączkowska (Niezdoły do romance “Wierna rzeka”)

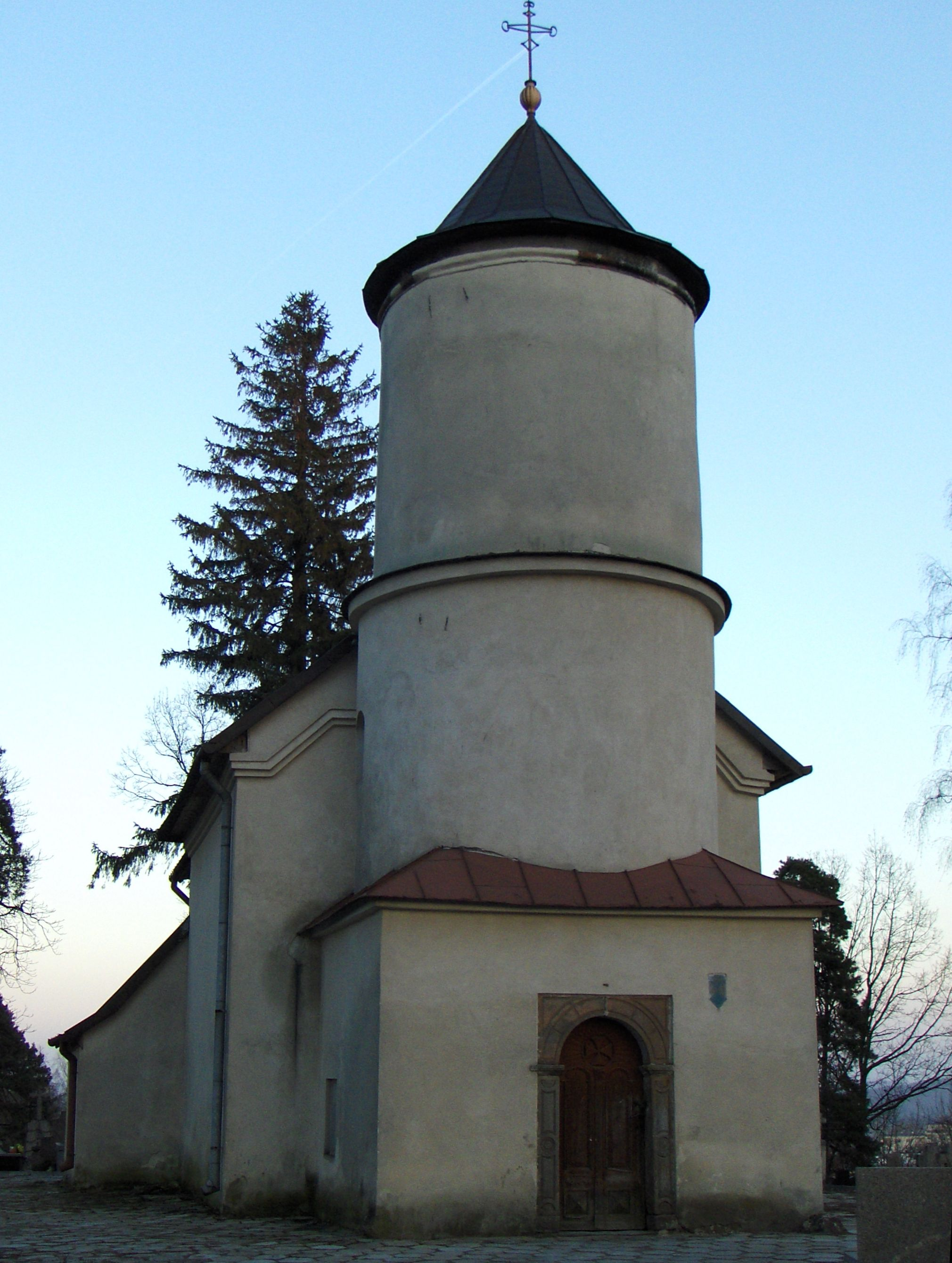
Capela de Santo Estanislau (cemitério)

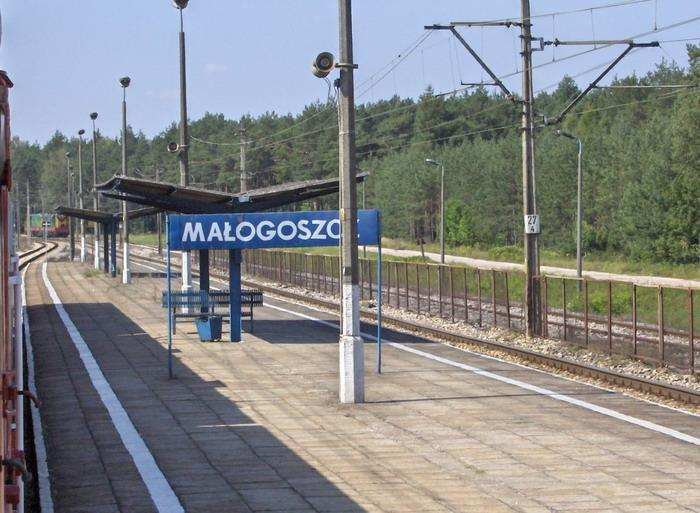
Estação ferroviária de Małogoszcz construída em 1911

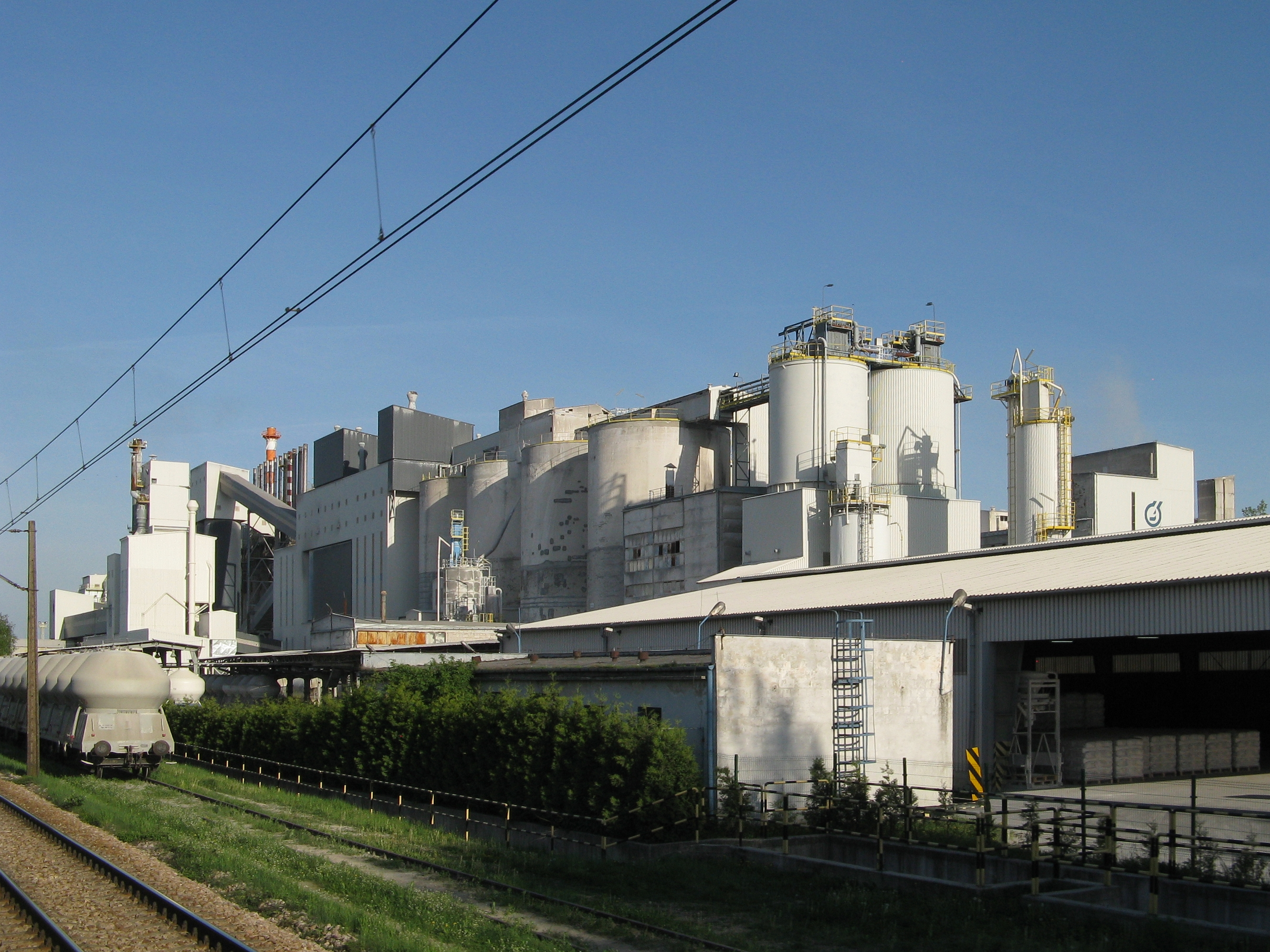
Fábrica de cimento da Lafarge em Małogoszcz em 2018

Małogoszcz foi fundada nos primeiros tempos dos piastas como um assentamento no cruzamento de rotas comerciais. Antes e na fase inicial da divisão da Polônia, a cidade castelã de Małogoszcz estava localizada na voivodia de Łęczyca e, a partir de aproximadamente 1231, no ducado de Łęczyca (esse ducado, juntamente com Małogoszcz, foi então separado por Conrado I da Mazóvia do ducado de Cracóvia e anexado à Mazóvia). Durante o reinado de Conrado I da Mazóvia, o ducado de Łęczyca perdeu, em 1239 ou 1243, a castelania de Małogoszcz, mas também duas outras castelanias de Zapilicz (localizadas no lado oriental do rio Pilica): as castelanias de Żarnów e Skrzyńsko, que foram permanentemente transferidas para o distrito de Sandomierz.
Os primeiros registros do castro vêm de uma bula do arcebispo de Gniezno em 1136. O castro deveria pagar ao arcebispo o dízimo de cereais, mel e peles. No século XII, Małogoszcz era um importante centro econômico local. O assentamento era conhecido como o castro do castelão Malogost e era frequentemente visitado por príncipes e reis poloneses. Em 1140, a duquesa Salomé de Berg, viúva de Boleslau III, hospedou-se em Małogoszcz. Em 1259, o castro foi destruído por uma invasão tártara. No século XIV, o rei Casimiro, o Grande, ergueu fortificações defensivas. Em 1273, Santa Cunegunda, duquesa de Cracóvia e Sandomierz, passou o dia de Natal em Małogoszcz.
Em 1408. Małogoszcz recebeu os direitos de cidade do rei Ladislau II Jagelão. A cidade manteve a obrigação de fornecer hospitalidade, ou seja, a obrigação de prover ao governante que passava, sua comitiva, dignitários e funcionários inferiores hospedagem e alimentação. Em 1572, o corpo de Sigismundo II Augusto foi levado para Cracóvia via Małogoszcz. Em 1 de junho de 1582, Estêvão Batory passou a noite em Małogoszcz a caminho de Varsóvia para sua coroação. Nos anos de 1591 a 1595, uma igreja em estilo barroco foi construída em Małogoszcz.
O crescimento bem-sucedido da cidade estava ligado ao desenvolvimento da fabricação de tecidos (séculos XVI e XVII). Na primeira metade do século XVII, especialmente durante o período em que os prefeitos de Małogoszcz eram Samuel e Stanisław Lanckoroński, o desenvolvimento da cidade continuou ininterrupto até o Dilúvio sueco, o que foi confirmado pelo número de habitantes e pela condição dos edifícios. Estima-se que, antes do “Dilúvio”, havia 180 edifícios residenciais e 1 200 pessoas na cidade. Após a partida do exército sueco, em 1661, os inspetores reais que foram à cidade contaram um total de 130 edifícios, 114 dos quais estavam na seção real e 16 na seção da igreja. A população foi estimada em cerca de 700 a 800 pessoas. Portanto, a perda de vidas fechou na faixa de 380 a 400 pessoas. Esse foi um quadro de completa pauperização da cidade e dos burgueses, mas não tão catastrófico quanto o de Chęciny, que foi quase completamente destruída.
Em 1795, como resultado da Terceira Partição da Polônia, a cidade se viu na partição austríaca. Mais tarde, Małogoszcz entrou para a história das lutas de libertação nacional da Polônia. Em junho de 1794, o general Tadeusz Kościuszko ficou lá com seu exército após a Batalha de Szczekociny. Ele foi alojado na casa paroquial, que também servia como enfermaria (Wojciech Bartos Głowacki estava entre os feridos). Foi também nesse local que os generais da Revolta de Kościuszko, Jan Grochowski e Józef Wodzicki, morreram de ferimentos recebidos na Batalha de Szczekociny (o general Józef Wodzicki foi enterrado na igreja dos frades capuchinhos em Cracóvia). A agora extinta igreja da Santa Cruz (Betânia) na rua Warszawska abrigou uma enfermaria insurgente em 1794 (atualmente há uma escola no local).
Em 24 de fevereiro de 1863, ocorreu uma das batalhas mais sangrentas da Revolta de Janeiro, a Primeira Batalha de Małogoszcz. O vicariato de Małogoszcz abrigava o quartel-general do general Marian Langiewicz. Por auxiliar os insurgentes e devido ao declínio da população, o governo russo privou Małogoszcz de seus direitos municipais em 1869.
Em 1904, um grande incêndio destruiu grande parte do assentamento. Durante a Primeira Guerra Mundial, na virada de 1914 e 1915, a linha de frente passou perto de Małogoszcz, que foi completamente destruída por fogo de artilharia. Em 1915, o vilarejo foi ocupado por tropas alemãs e austríacas.
Após a Polônia recuperar a independência, Małogoszcz passou a fazer parte da voivodia de Kielce.
Em janeiro de 1945, as tropas soviéticas entraram em Małogoszcz.
Em 1996, Małogoszcz recuperou seus direitos de cidade.

### Judeus em Małogoszcz
Em 1775, a cidade recebeu um privilégio que proibia o assentamento de judeus. No entanto, é provável que os judeus já estivessem vivendo aqui por volta de 1789. Em 1882, foi organizada uma comunidade judaica independente. No período entre guerras, o número de judeus de Małogoszcz aumentou constantemente de 415 pessoas em 1921 (19% dos habitantes) para 1 050 em 1938. A sinagoga estava localizada na rua Jędrzejowska, 16, e o cemitério judaico na estrada que levava a Jędrzejów. Durante a Segunda Guerra Mundial, em 28 de agosto de 1942, os alemães reuniram todos os judeus locais e os deportaram para Jędrzejów. De lá, eles foram deportados para o campo de extermínio de Treblinka.

## Demografia
Conforme os dados do Escritório Central de Estatística da Polônia (GUS) de 31 de dezembro de 2024, Małogoszcz é uma cidade muito pequena com uma população de 3 330 habitantes (21.º lugar na voivodia de Santa Cruz e 703.º na Polônia), tem uma área de 9,7 km² (27.º lugar na voivodia de Santa Cruz e 629.º lugar na Polônia) e uma densidade populacional de 344 hab./km² (22.º lugar na voivodia de Santa Cruz e 700.º lugar na Polônia). Entre 2002–2024, o número de habitantes diminuiu 16,2%.
Os habitantes de Małogoszcz constituem cerca de 4,13% da população do condado de Jędrzejów, constituindo 0,29% da população da voivodia de Santa Cruz.
| Descrição                         | Total      | Total   | Mulheres   | Mulheres | Homens     | Homens  |
| --------------------------------- | ---------- | ------- | ---------- | -------- | ---------- | ------- |
| unidade                           | habitantes | %       | habitantes | %        | habitantes | %       |
| população                         | 3 330      | 100     | 1 722      | 51,7     | 1 608      | 48,3    |
| área                              | 9,7 km²    | 9,7 km² | 9,7 km²    | 9,7 km²  | 9,7 km²    | 9,7 km² |
| densidade populacional (hab./km²) | 344        | 344     | 177,8      | 177,8    | 166,2      | 166,2   |

## Monumentos históricos

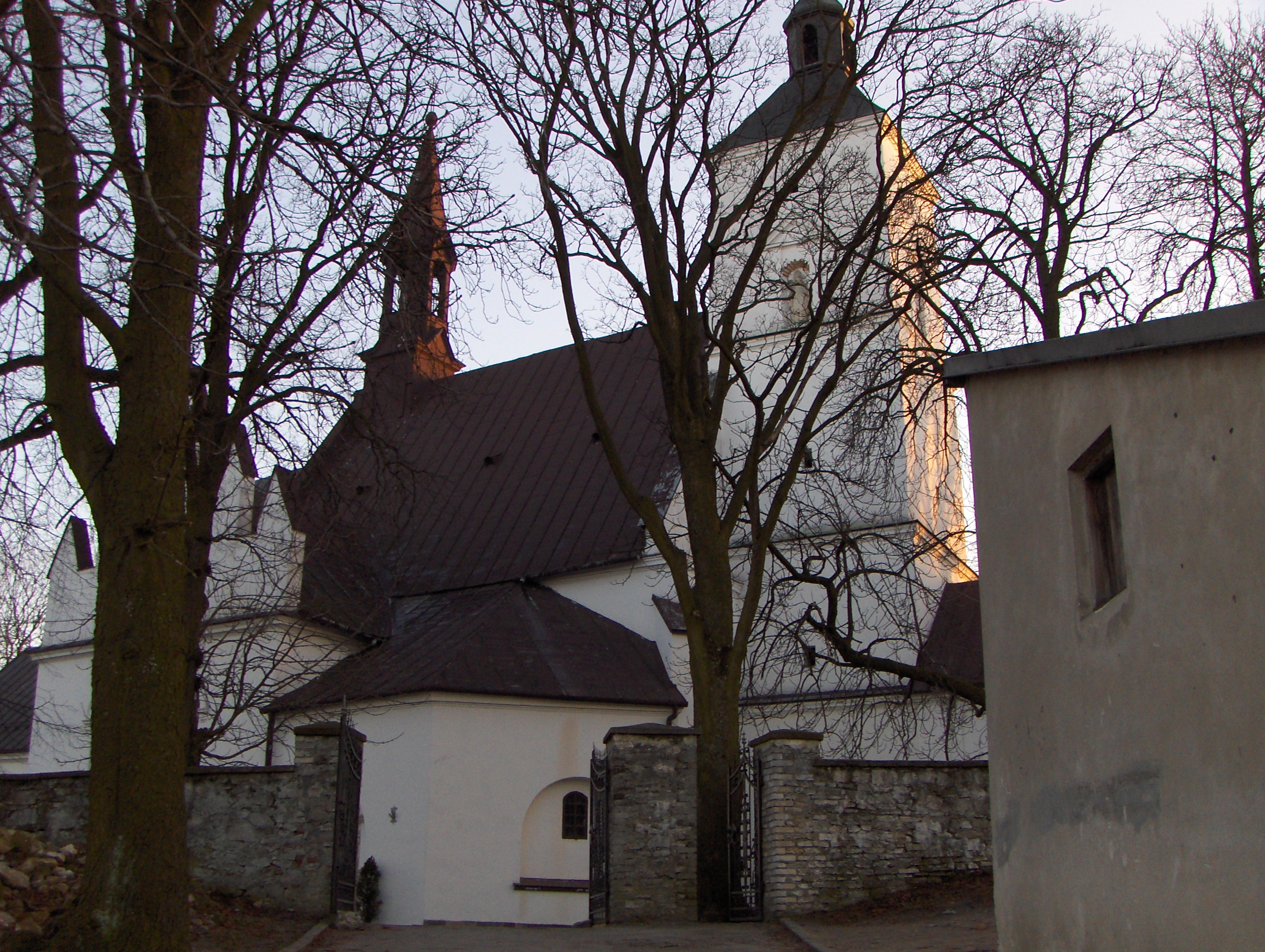
Igreja da Assunção da Bem-Aventurada Virgem Maria

- Igreja da Assunção da Bem-Aventurada Virgem Maria, construída em 1591–1595, graças aos esforços do reitor de Maloga, Jakub Bieda Chrostkowic. Uma torre foi acrescentada em 1642. Um pórtico foi acrescentado em 1894. A igreja, um campanário de madeira de meados do século XIX e o edifício do presbitério da virada dos séculos XVI e XVII compõem o complexo.
  - Batistério de 1610
- Igreja de Santo Estanislau, o Bispo, de 1595, na colina de Babinek. Construída por iniciativa de Jakub Bieda Chrostkowic. Atualmente, ela serve como capela de cemitério. A torre redonda é coroada com um friso de azulejos renascentistas tardios ornamentados do final do século XVI. Um portal de pedra do final do Renascimento. No altar há uma pintura do final do século XVIII do santo padroeiro da igreja, cercado por clérigos e nobres, mostrando-o no momento da ressurreição de Pedro.
- Cemitério judeu da segunda metade do século XIX.
- Monumento a Tadeusz Kościuszko, erguido pelos cidadãos de Małogogoszcz em 1917.
- Cemitério com túmulos de insurgentes de 1863.

Não existente
- Igreja da Santa Cruz de 1617 com o hospital “Betania”. Destruída após 1794.

## Comunidades religiosas
- Igreja Católica de Rito Latino:
  - Paróquia da Assunção da Bem-Aventurada Virgem Maria[18]
- Testemunhas de Jeová:
  - Igreja, Salão do Reino.